# Trusted operating system
Un système d'exploitation de confiance (Trusted Operating System ou TOS) désigne un système d'exploitation qui répond à certaines normes de sécurité édictées généralement par des agences gouvernementales.
Les critères les plus communément utilisés pour la conception de systèmes d'exploitation sécurisés sont les Critères Communs qui peuvent être combinés avec d'autres les exigences fonctionnelles de sécurité supplémentaires, comme le contrôle d'accès obligatoire (MAC). Les Critères Communs sont le résultat d'un travail de plusieurs années conduit par les gouvernements des États-Unis, du Canada, de la France, de l'Allemagne, du Royaume-Uni, des Pays-Bas et d'autres pays pour développer des critères de sécurité harmonisés pour les produits des technologies de l'information.
À titre d'exemple, les systèmes suivants sont certifiés :
- Apple Mac OS X 10.6 (Niveau EAL 3+[3])
- HP-UX 11i v3 (Niveau EAL 4+)
- Quelques distributions Linux (jusqu'au niveau EAL 4+)
- Microsoft Windows 7 et Microsoft Server 2008 R2 (Niveau EAL 4+ [4])
- AIX 5L avec PitBull Foundation (Niveau EAL 4+[5])
- XTS-400 (Niveau EAL 5+[6])

À titre d'exemple, les systèmes suivants sont susceptibles d'être certifiés :
- FreeBSD avec les extensions de TrustedBSD[7]
- SELinux (voir FAQ)